# 海岸桐
海岸桐（学名：Guettarda speciosa），即葛塔德木、榄仁舅，为茜草科海岸桐属下的一个种。分布于热带海岸。产台湾、海南。生于海岸砂地的灌丛边缘。
其种加词“speciosa”意为“外表美丽的”。